# Kenny Dykstra
Kenneth George Doane, Jr. (né le 16 mai 1986 à Southbridge), plus connu sous le nom de Kenny Dykstra, est un catcheur (lutteur professionnel) américain. Il est principalement connu pour son travail à la World Wrestling Entertainment (WWE).
Il commence à s'entraîner auprès de Killer Kowalski et lutte dans diverses fédérations de catch de Nouvelle-Angleterre avant de signer un contrat avec la WWE en 2004. 
Il rejoint la Ohio Valley Wrestling où il prend le nom de Kenny et forme la Spirit Squad avec Mikey, Nicky, Johnny (en) et Mitch (en). Ils deviennent champion du monde par équipes de la WWE. La WWE met fin à cette équipe fin 2006 et change de nom de ring pour celui de Kenny Dykstra avant d'être renvoyé en 2008.

## Carrière

### Débuts (2000-2004)
Doane s'entraîne à l'école de catch de Killer Kowalski alors qu'il a 15 ans. Il dispute son premier combat le 31 mars 2001 dans une petite fédération du Massachusetts sous le nom de Kenn Phoenix. Ce jour-là, il fait équipe avec Mike Phoenix et ils battent Casa Nova et Shae Whitey.   
Il s'allie ensuite avec Johnny Curtis avec qui il devient champion par équipes de la Premier Wrestling Federation Northeast (PWF) le 19 octobre 2002 après leur victoire face à Blade et Mike Paiva. Ils perdent ce titre le 16 novembre après leur défaite face à Kid Mikaze et Mike Paiva. Ils sont à nouveau champions par équipes de la PWF du 15 février au 4 avril 2003.  

### World Wrestling Entertainment (2004-2008)

#### Ohio Valley Wrestling (2004-2006)
Le 4 juin 2004, la World Wrestling Entertainment (WWE) engage Doane qui rejoint la Ohio Valley Wrestling, le club-école de la WWE.
En mai 2005, le titre de champion Télévision de la OVW est vacant quand Brent Albright devient champion poids lourd de cette fédération. La OVW organise un tournoi où Doane atteint la finale en éliminant Johnny Swinger au premier tour le 24 mai puis Aaron Stevens le 1er juin,. Il échoue en finale le 8 juin face à Deuce Shade. Il parvient à vaincre Shade le 22 juin pour devenir champion Télévision de la OVW.

#### Spirit Squad (2006)
Kenny était l'un des cinq membres composant le Spirit Squad avec Nicky, Mikey, Johnny et Mitch. Ils ont ensemble réussi à capturer les titres par équipe pour un court laps de temps. Après un match handicap contre la D-Generation X (Shawn Michaels et Triple H), le groupe fut dissout le 27 novembre 2006.

#### SmackDown (2007-2008)
En mars 2007, il remplace Joey Mercury au côté de Johnny Nitro et Melina pour former la nouvelle MNM.
Le 28 janvier 2007, il participe au Royal rumble, mais se fait éliminer par Edge.
Le 17 juin 2007, il est drafté à WWE SmackDown et Nitro est drafté à la ECW.
Le 15 août, il fait son retour pour faire face à Triple H, mais perd après un Pedigree.
Le 12 septembre, il frappe violemment Festus mais Jesse fait sonner la cloche et Festus s'en prend alors à Kenny qui se fait enlever par Jesse et Festus. 
Le 10 novembre, Kenny est licencié de la WWE.

### Evolve (2010)
Son premier match est face à Jimmy Jacobs lors de Evolve 1. Dans un premier temps il remporte le combat, mais Tommy Dreamer (libéré de la WWE) prévient l'arbitre que Jimmy Jacobs avait le pied sur la corde et que donc le tombé n'est pas valide. Le combat reprend et il se fait surprendre par une soumission qui lui coutera la victoire.
Lors de Evolve 2, il défait Caleb Konley. 

### Total Nonstop Action Wrestling (2010)
Ken Doane fait sa première apparition à la TNA en perdant dans un Dark match face à Homicide.
Ken Doane refuse un autre essai à la TNA, il a donné ses raisons sur son compte Twitter : "Les 8 et 9 novembre, je n'irai pas à Orlando pour faire un essai. Je ne suis pas à l'aise avec l'idée de payer mon propre billet d'avion et de travailler gratuitement. C'est tout. Je n'ai pas besoin d'un job aussi mauvais. Si la WWE m'appelle, j'y retournerais. Si la TNA m'offre quelque chose de décent, j'y réfléchirais. Autrement, je suis très heureux de ma vie actuelle."

### Retour à la World Wrestling Entertainment (2016)

#### Smackdown et The Spirit Squad (2016)
Le 4 octobre 2016 à Smackdown, Kenny et Mikey font leurs retour dans le MizTV et attaquent leur ancien partenaire Dolph Ziggler. Le 9 octobre à No Mercy, ils interviennent dans le match qui oppose Dolph Ziggler à The Miz pour le championnat intercontinental en faveur de ce dernier, mais se font expulser. The Miz perd alors le match et son titre. Le 11 octobre , ils affrontent Dolph Ziggler dans un match handicap mais perdent contre celui-ci. Après la victoire de Dolph, The Miz vient les aider à l'attaquer, mais Rhyno et Heath Slater les font fuir.

### House of Hardcore (2016-...)
Le 17 décembre 2016, Kenny et Mikey rejoignent la House of Hardcore et y effectuent leur premier match en perdant face à The Sandman et Tommy Dreamer.
Le 21 avril 2017 lors de House of Hardcore 24, ils perdent contre Tommy Dreamer et Bully Ray au cours d'un Street Fight Tag Team match. Le 19 mai lors de House of Hardcore 26, ils remportent leur premier match en battant Bill Carr & Dan Barry et Vik Dallshus & Hale Collins au cours d'un Three Way Tag Team match.  Le 18 juin lors de House of Hardcore 29, ils répondent à l'Open Challenge des Young Bucks et perdent contre ces derniers. Le 17 novembre 2017 lors de House of Hardcore 34, Kenny et Mikey font équipe avec Joey Matthews et Nick Aldis et perdent contre Tommy Dreamer, Super Crazzy, Little Guido et Shane Douglas.
Le 19 mai lors de House of Hardcore 43, ils perdent contre The Latin American XChange (Santana & Ortiz). Le 13 juillet lors de House of Hardcore 47, ils perdent contre Mark Silva et Swoggle.

## Palmarès
- New York Wrestling Connection
  - 1 fois NYWC Tag Team Champion avec Mikey[20]

- Ohio Valley Wrestling
  - 1 fois OVW Television Champion[7]

- Premiere Wrestling Federation Northeast
  - 2 fois PWF-NE Tag Team Champion avec Johnny Curtis

- Pro Wrestling Illustrated
  - Classé 123e au classement des 500 meilleurs catcheurs en 2007[21]

- World Wrestling Entertainment
  - 1 fois WWE World Tag Team Champion avec les membres du Spirit Squad[22].